# Fruar och äkta män
Fruar och äkta män (originaltitel: Husbands and Wives) är en amerikansk dramakomedifilm från 1992, skriven och regisserad av Woody Allen.
Vid Oscarsgalan 1993 nominerades Allen i kategorin Bästa originalmanus och Judy Davis nominerades till Bästa kvinnliga biroll.

## Medverkande (i urval)
| Woody Allen     | – Gabe Roth               |
| Mia Farrow      | – Judy Roth               |
| Judy Davis      | – Sally                   |
| Sydney Pollack  | – Jack                    |
| Juliette Lewis  | – Rain                    |
| Liam Neeson     | – Michael Gates           |
| Lysette Anthony | – Sam                     |
| Ron Rifkin      | – Richard, Rains psykolog |
| Blythe Danner   | – Rains mamma             |